# چارچوب مهارت‌های عصر اطلاعات
چارچوب مهارت‌های عصر اطلاعات (SFIA، صوفیا تلفظ می‌شود) الگویی برای توصیف و مدیریت مهارت‌ها و شایستگی‌های متخصصان شاغل در فن آوری‌های اطلاعات و ارتباطات (ICT)، مهندسی نرم‌افزار و تحول دیجیتال است. این یک زبان مشترک جهانی برای توصیف مهارت‌ها و شایستگی‌ها در دنیای دیجیتال است. صوفیا اولین بار در سال ۲۰۰۰ منتشر شد، توسط یک کنسرسیوم از بسیاری از سازمان‌ها، به سرپرستی جامعه رایانه انگلیس (BCS) ایجاد شد. صوفیا از زمان انتشار نخستین بار، به‌طور مرتب هر ۳ سال یک بار تجدید و به روز می‌شود تا نیازهای رو به رشد صنعت و تجارت بین‌المللی را منعکس کند.